# Sam Maisonobe
Sam Maisonobe (* 8. September 2003) ist ein französischer Radrennfahrer, der auf der Straße aktiv ist.

## Sportlicher Werdegang
Seine sportliche Laufbahn begann Maisonobe im Triathlon, im Nachwuchsbereich wurde er U16-Weltmeister der UNSS (Union nationale du sport scolaire) und französischer Meister im Triathlon und Duathlon. 2023 nahm er erstmals an Straßenradrennen teil und erzielte auf nationaler Ebene erste Erfolge, unter anderem als Gesamtsieger der Tour Boischaut Champagne Brenne. Ermutigt durch seinen Trainer wandte er sich dem Radsport zu und wurde zur Saison 2024 Mitglied im französischen Verein Vendée U. Nach weiteren Erfolgen bei Rennen des nationalen Kalenders erzielte er bei der Ronde de l’Isard mit einem Etappenerfolg seinen ersten Sieg bei einem UCI-Rennen. Diesem folgten im August zwei Etappenerfolge bei der Tour de Guadeloupe, die er zudem als Dritter der Gesamtwertung beendete.
Drei Tage nach dem Ende der Tour de Guadeloupe gab das Team Cofidis bekannt, dass Maisonobe zur Saison 2025 einen Vertrag beim UCI WorldTeam erhält.

## Erfolge
2024
- eine Etappe Ronde de l’Isard
- zwei Etappen und Nachwuchswertung Tour de Guadeloupe